# Soufrière, Saint Lucia
Soufrière är en kvartershuvudort i Saint Lucia. Den ligger i kvarteret Soufrière, i den västra delen av landet vid havet. Soufrière ligger 12 meter över havet och antalet invånare är 2 918.
Terrängen runt Soufrière är huvudsakligen kuperad, men västerut är den platt. Havet är nära Soufrière västerut.